# 12326 Shirasaki
12326 Shirasaki eller 1992 SF är en asteroid i huvudbältet som upptäcktes den 21 september 1992 av de båda japanska astronomerna Kazuro Watanabe och Kin Endate vid Kitami-observatoriet. Den är uppkallad efter Shuichi Shirasaki.
2016 upptäcktes en måne i omloppsbana runt asteroiden.